# پل نایت استریت
پل نایت استریت (انگلیسی: Knight Street Bridge) گذرگاهی بر روی بازوی شمالی رود فریزر، خط راه‌آهن ملی کانادا (CNR) و چندین جاده، در ونکوور بزرگ کانادا است.